# Sven Hazel
Sven Hazel (også Sven Hassel) er forfatterpseudonymet for Børge Willy Redsted Pedersen (født 19. april 1917 i Nyhuse, Frederiksborg Slotssogn, Frederiksborg Amt, død 21. september 2012 i Barcelona). Med over 53 millioner solgte bøger er han en af de mest solgte danske forfattere.

## Biografi
Børge Willy Redsted Pedersen blev født 19. april 1917 i Nyhuse, Frederiksborg Slotssogn, som søn af møllersvend Peder Oluf Pedersen og hustru Maren Hansine Andersen, 20 år.
Den 6. januar 1951 i Garnisions Kirke giftede han sig med den fire år ældre fraskilte Laura Dorthea Guldbæk Jensen.
Ved bevilling fra Københavns Overpræsidium af 29. september 1965 navneændring til Sven Willy Hasse Arbing. Sven Hazel eller Hassel er et forfatterpseudonym.
I 1964 bosatte han sig i Barcelona i Spanien, hvor han døde som 95-årig i 2012. Han skrev 14 bøger, som er oversat til atten sprog.

### Sven Hazels version
Sven Hazel har altid selv omgivet sig med megen mystik. De få selvbiografiske oplysninger stammer fra biografierne bag på hans bøger. Men de varierer særdeles meget fra bog til bog. Ifølge en af dem indgik Sven Hazel som 14-årig i handelsflåden, hvor han arbejdede som dæksdreng frem til sin værnepligt i 1936. I 1937 drog den arbejdsløse Hazel og en kammerat til Tyskland for at lade sig indrullere i den tyske værnemagt for at komme væk fra depressionen. Kun tyske statsborgere kunne gøre militærtjeneste, så han søgte om tysk statsborgerskab. Det fik han efter seks måneder og lod sig nu rekruttere til 7. kavaleriregiment. Senere tjenestegjorde han i 2. panserdivision og var med ved invasionen af Polen i 1939. Han blev korporal. Året efter forsøgte han at desertere. "Jeg var simpelthen udslidt. Jeg returnerede ikke efter en kort orlov. Desertering kaldte de det. Jeg blev overført til en Sonderabteilung, et strafferegiment for kriminelle og dissidenter."
Hazel blev fængslet og indsat i koncentrations- og straffelejren Lengries, hvor forholdene var meget hårde. Han blev overført til et strafferegiment, 27. Panserregiment (6. Panserdivision) z.b.V (zur besonderen Verwendung, til specielt brug), gjorde tjeneste på alle tyske fronter med undtagelse af den nordafrikanske og blev såret adskillige gange. Han blev løjtnant og modtog Jernkorset af første og anden klasse. Han overgav sig til sovjetiske tropper i Berlin i 1945 og tilbragte år i forskellige krigsfangelejre. Han begyndte at skrive sin første bog, De fordømtes legion, mens han var indespærret.
Han blev løsladt i 1949 og havde planlagt at lade sig indrullere i den franske fremmedlegion, men i stedet mødte han Dorthe Jensen, som han giftede sig med. Han tog arbejde på en bilfabrik, men hans kone opfordrede ham til at skrive om sine oplevelser. De fordømtes legion udkom i 1953.
I 1957 blev han ramt af lammelse som følge af sygdomme, han havde pådraget sig under krigen, og lå i sengen i næsten to år. Efter at han var kommet sig, begyndte han at skrive flere bøger.

### George Kringelbachs version
Den 10. oktober 1963 afslørede journalisten George Kringelbach i sit program Natredaktionen på DR P3, at Sven Hazel i virkeligheden var den dømte landssviger Børge Willy Redsted Pedersen. Kringelbach hævdede videre at mens Hassel/Pedersen muligvis havde været i Tyskland under krigen, så var det ikke i en straffebataljon. Han havde derimod arbejdet for en tysk efterretningstjeneste, som samarbejdede med HIPO.

### Erik Haaests version
Forfatteren og journalisten Erik Haaest, som selv er en omdiskuteret personlighed, har i bogen Hassel – en Hitler-agents fantastiske historie fra 1976 og senere i en revideret udgave fra 2009, Sven Hazel – Guldfugl på larvefødder, fremdraget en anden version af Hazels liv. Erik Haaests påstande tager udgangspunkt i det faktum at Sven Hazel er et forfatterpseudonym for den dømte landssviger Børge Villy Redsted Petersen Arbing.
Børge Villy Redsted Pedersen Arbing blev indkaldt til hæren 11. maj 1936 og gjorde tjeneste i Næstved i Gardehusarregimentets cykelkorps. 6. oktober 1939 blev han hjemsendt med bedømmelsen "uegnet til officersskolen". Han ville ikke indrømme det og flyttede til et værelse i København, hvor han levede som cykelbud. Han gik rundt med en hjemmelavet dansk officersuniform under de civile klæder. Uniformen havde han fra en kostumeforretning.
I løbet af 1939 meldte han sig ind i DNSAP som "løjtnant Redsted" og udgav sig over for partikammeraterne for at være en løjtnant fra garnisonen på Kastellet. På et tidspunkt lovede han ledelsen i partiet, at han kunne anskaffe seks cykler malet i partiets brune farve. Han holdt, hvad han lovede, men det viste sig, at de seks cykler var stjålet fra hærens cykellager. Børge Villy Redsted Pedersen blev dømt for tyveriet og bedrageri på grund af den falske militæruniform. Pressen skrev om den dømte og hans hjemmelavede uniform, der blandt andet bestod af en hjelm af papmaché.
Bortset fra hans værnepligt var det hans eneste militære karriere.
Under den tyske besættelse af Danmark prøvede han i 1941 at blive optaget i Waffen-SS' danske brigade, men endnu optog den ikke tidligere straffede, og han blev afvist.
I løbet af 1942 dukker Børge Villy Redsted Pedersen Arbing igen op i politiets arkiver, idet han i en hjemmelavet SS-uniform på en bar i København har udgivet sig for at være Heinrich Himmler. Han bliver anholdt af dansk politi, og i retten dømmes han 11. oktober 1942 til seks måneders fængsel for at udgive sig for at have offentlig myndighed.
Efter krigen blev Børge Villy Redsted Pedersen Arbing dømt under opgøret med de danske nazister, fordi han havde været medlem af HIPO-korpset. Han blev i første omgang dømt til døden; denne dom blev ændret til livsvarigt fængsel. Han blev kort efter benådet.
Efter krigen opfandt han sammen med sin kone, Laura Dorothea Guldbæk Jensen fra Colbjørnsensgade, historien om krigsveteranen Sven Hassel og hans bedrifter. Den første bog blev angiveligt skrevet af en ghostwriter, og da den blev en succes, fik han sin kone til at skrive resten. I Danmark udkommer bøgerne under pseudonymet Sven Hazel, idet den danske familie Hassel med flere landsretssagførere, efter at have fundet ud af, at forfatterens rigtige navn ikke var Hassel, ved en henvendelse til det danske forlag i 1954-55 anmodede det om at stoppe anvendelsen af deres navn. I udlandet udgives bøgerne stadig under navnet Hassel.
Bl.a. hævdede Hazel, at han havde kæmpet på finnernes og tyskernes side i den finske Fortsættelseskrig og der vundet Mannerheim-korset. Men det finske militær kunne efter en forespørgsel melde, at der ikke fandtes noget om ham i deres arkiver, og historien blev fjernet i de følgende udgaver af Hazels bøger.

## Bøger
Hazel har skrevet fjorten bøger om sine oplevelser som straffefange og soldat. Tre af bøgerne bliver af Hazel regnet som biografier (blandt andet De fordømtes legion, hans første bog), og Hazel selv hævder, at alle bøgerne er baseret på virkeligheden.
Hazel skriver om krig som umenneskelig og forfærdelig. Han skriver om at være soldat og ikke om politikken bag krigen. Han og hans kammerater prøver at overleve og få det bedste ud af den situation, de er havnet i. Han skriver meget om, hvordan propaganda går ud over civilbefolkningen og den menige soldat.
I 1987 blev hans bog Døden på larvefødder filmatiseret med titlen The Misfit Brigade.
Selv om der er tvivl om hans person, er hans beskrivelser af østfronten anset som autentiske. Hvordan det passer med, at han ikke har været der, er et andet spørgsmål. Han mødte stor modstand mod sin person, da han nærede afsky for politikere og samfund. Det skulle skyldes hans erfaringer fra krigen: regeringer og samfund ejer ikke respekt for det individuelle menneske.